# Lianchi Tan
Lianchi Tan (chiń. 蓮池潭; pinyin Liánchí Tán; pe̍h-ōe-jī Liân-tî-thâm; dosł. „Jezioro Lotosu”) – sztuczne jezioro, położone we wschodniej części dzielnicy Zuoying w mieście Kaohsiung na południu Tajwanu. Obejmujący powierzchnię 42 hektarów zbiornik wodny stanowi popularną atrakcję turystyczną; swoją nazwę zawdzięcza unoszącym się na jego powierzchni kwiatom lotosu.
Wokół brzegów jeziora wznosi się ponad 20 świątyń. Najważniejszymi budowlami są Pagody Smoka i Tygrysa, Pawilony Wiosny i Jesieni, Świątynia Konfucjusza i wielki posąg boga Xuantian Shangdi.

## World Games 2009
Podczas World Games 2009 na obiekcie tym odbywały się następujące konkurencje sportowe:
- Narciarstwo wodne[4]
- Kajak-polo[5]
- Smocze łodzie[6]

## Galeria

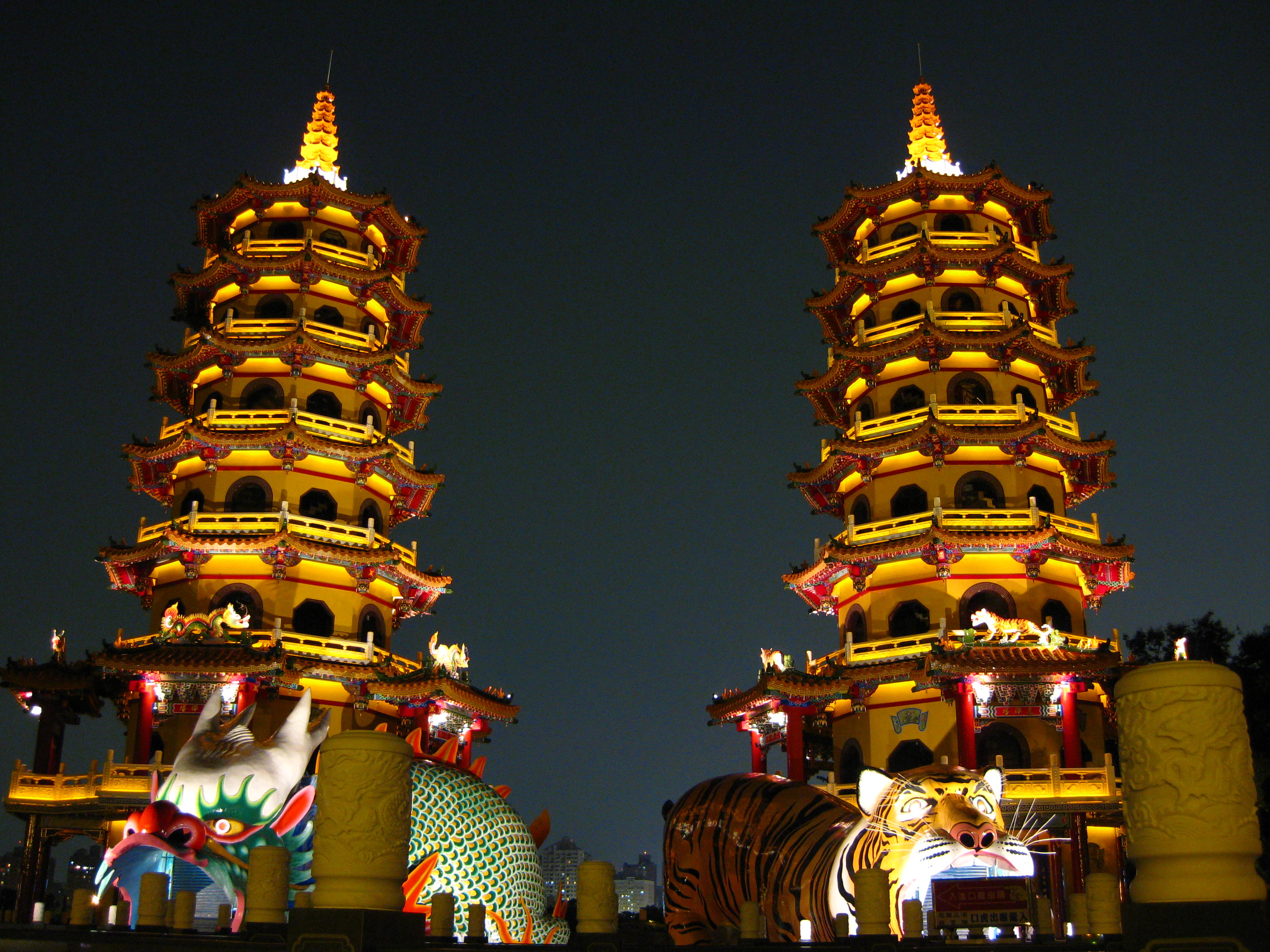
Pagody Smoka i Tygrysa
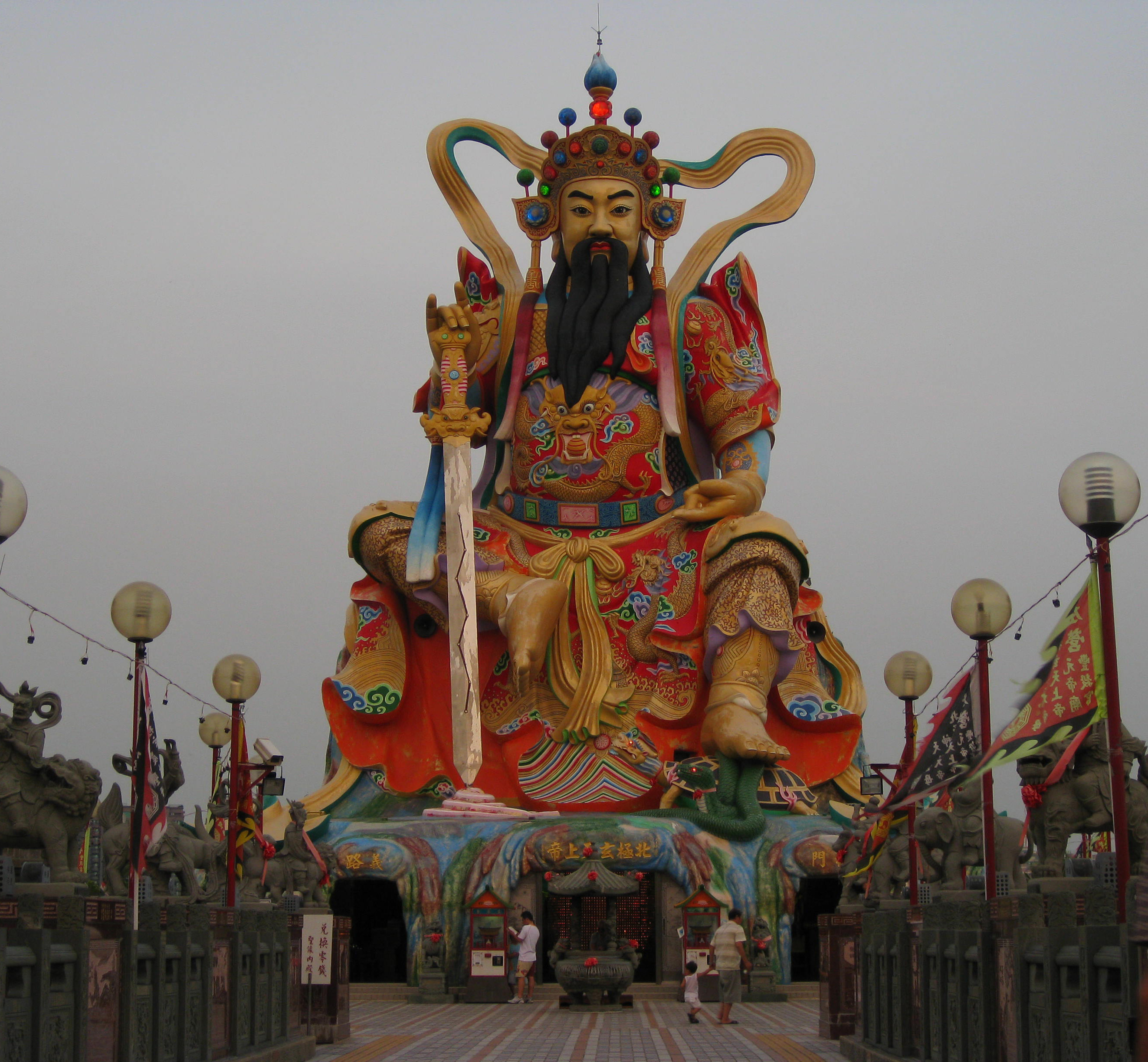
Posąg taoistycznego boga Xuantian Shangdi
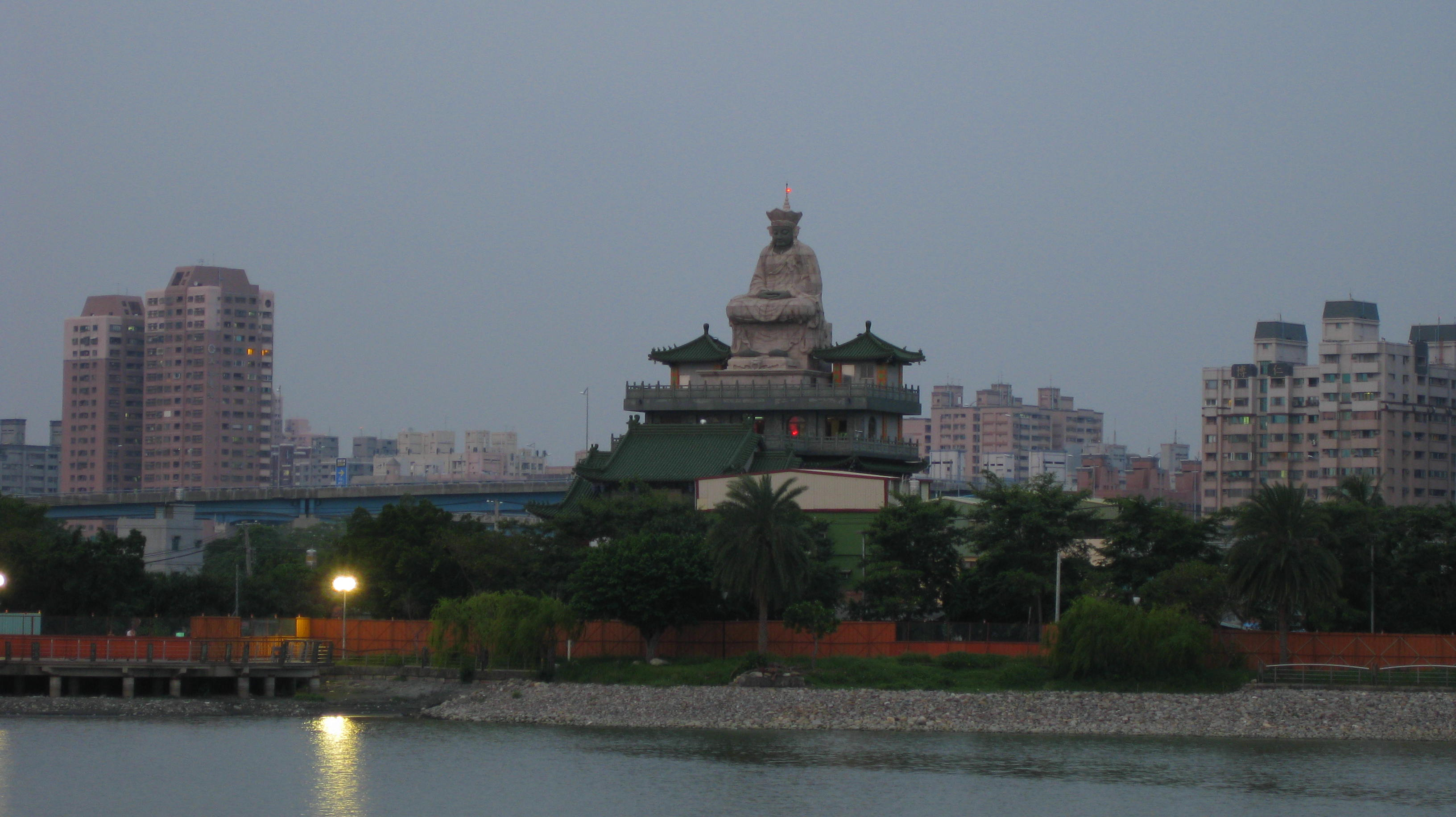
Świątynia taoistyczna